# Distrito de Tosa
El distrito de Tosa (土佐郡 Tosa-gun?) es un distrito localizado en la prefectura de Kōchi, Japón. En junio de 2019 tenía una población estimada de 4.141 habitantes y una densidad de población de 13,5 personas por km². Su área total es de 307,4 km².

## Localidades
- Ōkawa
- Tosa